# Andamooka
Andamooka – miejscowość w Australii Południowej, znajdująca się około 600 km na północ od Adelaide, kilkanaście kilometrów na zachód od jeziora Torrens.
Pierwsza nazwa miejscowości brzmiała „Andamoka” i najprawdopodobniej wywodzi się od pochodzącego z lokalnych języków australijskich słowa „jantamoka” (co znaczy „szerokie” – a dotyczy dużego oczka wodnego, tzw. „waterhole” odkrytego w 1858) lub „jandarimoka” (duży, okrągły obiekt – kometa lub meteoryt). Nie wiadomo dokładnie, kiedy przybyli tam pierwsi europejscy osadnicy, przypuszcza się, że nastąpiło to około 1857.
W 1926 w pobliżu miasta znaleziono pierwsze opale i od tego czasu większość mieszkańców tego miasta zajmowała się poszukiwaniem i wydobyciem tych minerałów. W latach 50. XX wieku szacowano liczbę zatrudnionych tu w górnictwie na około 800 osób. Pola opalowe, na których prowadzi się wydobycie, zajmują powierzchnię 50 km². Teren ten jest pradawnym dnem morza Eromanga, dlatego w wyrobiskach znajdowane są często zopalizowane muszle i pancerze morskich organizmów, a nawet kości dinozaurów. Andamooka jest znaczącym ośrodkiem wydobywczym opali mlecznych. Łącznie z opalami wydobytymi w okręgu Coober Pedy, stanowią 95% światowego rynku tych kamieni. Ponadto są cenione wśród jubilerów i kolekcjonerów za jakość.
Po otwarciu kopalni miedziowo-uranowej Olympic Dam w Roxby Downs również część górników z Andamooki znalazła w niej zatrudnienie.
W Andamooka panuje klimat zwrotnikowy suchy, typowy dla australijskiego obszaru pustynnego – gorące dni w lecie (ponad 40°) i zimne noce (0 °C lub poniżej) oraz burze piaskowe.
W 2008 ludność miasta liczyła ok. 600 osób.